# آکسفورد (حوزه سرشماری)، ماساچوست
آکسفورد (به انگلیسی: Oxford) یک منطقهٔ مسکونی در ایالات متحده آمریکا است که در شهرستان ووستر، ماساچوست واقع شده‌است. آکسفورد ۹٫۶ کیلومتر مربع مساحت و ۶٬۱۰۳ نفر جمعیت دارد و ۱۵۴ متر بالاتر از سطح دریا واقع شده‌است.